# Natación Máster
La Natación Máster es una clase especial de competencia de natación para nadadores de 25 años o más (Aunque algunos países como Canadá y Estados Unidos tienen una categoría de 18 a 24 años). Se compite en categorías que tienen un rango de 5 años, y la categoría de cada nadador en un año determinado está determinada por la edad del nadador en el último día de ese año.
Las categorías son: 25-29, 30-34, 35-39, y así siguiendo hasta la última categoría que es para cualquier persona mayor a los 100 años.
El reglamento y las distancias son muy parecidos a los de natación de primera categoría. Aunque el programa incluye 2 pruebas de relevos mixtas (2 varones y 2 mujeres) además de las pruebas de relevos normales. Las pruebas de relevos mixtas solo se realizan en competiciones Máster. Las categorías para las pruebas de relevos se determinan por la sumatoria de las edades de los integrantes de cada equipo, permitiendo que nadadores de edades muy diferentes puedan competir en un mismo equipo. Las categorías son 100-119, 120-159, 160-199, y así siguiendo con incrementos de 40 años.
La Natación Máster es una actividad que se expandió notablemente desde su aparición a fines de la década de los '70. Sobre todo en Estados Unidos y Australia, aunque también en Europa. En algunos países de Latinoamérica como Argentina y Uruguay, la Natación Máster comenzó a difundirse en la década de los '90, y es una disciplina en constante crecimiento.
- Datos: Q2554997